# Kurt Krüger
Kurt Krüger (Düsseldorf, 4 ottobre 1920 – 19 gennaio 2003) è stato un calciatore tedesco, di ruolo centrocampista.